# Desensitized
Desensitized — це другий студійний альбом американського хард-рок-гурту Drowning Pool. Він став першим альбомом, який вийшов після смерті їхнього вокаліста Дейва Вільямса, а також єдиним, у записі якого взяв участь Джейсон «Ґонґ» Джонс, якого гурт прийняв на місце Вільямса. Альбом дебютував на 17-й сходинці чарту Billboard 200.
В альбомі проявилася невелика, проте помітна зміна іміджу гурту, зважаючи на дизайн обкладинки, на якій зображена порнозірка Джессі Джейн. Це стосується також і їхнього музичного стилю, оскільки у Джонса виявився дещо інший стиль співу, який спричинився до відходу музики гурту від попереднього жанру ню-метал, здійснивши перехід до більш пост-ґранджового та хард-рокового звуку. На місце попередньої похмурої, зухвалої, антисоціальної манери поведінки, гурт перемкнувся на чоловіче рок-зіркове марнославство та сексуальну привабливість.
Джейсон покинув гурт невдовзі після виходу альбому з особистих причин, а також через відмінність музичних смаків — його та решти гурту. «Step Up» — це єдина пісня з цілого альбому, яка й досі виконується теперішнім складом гурту під час його виступів.

## Створення та запис
Написання слів та музики для альбому розпочалося у 2003 році. Працю над записом почали ближче до кінця року, і завершили вже у березні 2004 р.

## Список треків
Автор музики і слів Drowning Pool. 
| #     | Назва              | Тривалість |
| ----- | ------------------ | ---------- |
| 1.    | «Think»            | 3:32       |
| 2.    | «Step Up»          | 3:17       |
| 3.    | «Numb»             | 3:31       |
| 4.    | «This Life»        | 3:44       |
| 5.    | «Nothingness»      | 3:25       |
| 6.    | «Bringing Me Down» | 3:08       |
| 7.    | «Love and War»     | 3:39       |
| 8.    | «Forget»           | 3:23       |
| 9.    | «Cast Me Aside»    | 4:13       |
| 10.   | «Killin' Me»       | 3:08       |
| 11.   | «Hate»             | 3:42       |
| 38:38 |                    |            |

## Чартові позиції
| Рік  | Чарт                | Позиція |
| ---- | ------------------- | ------- |
| 2004 | US Billboard 200    | 17      |
| 2004 | UK Album Charts     | 66      |
| 2004 | Top Internet Albums | 17      |

### Чарти синглів
| Рік  | Сингл          | Чарт                          | Позиція |
| ---- | -------------- | ----------------------------- | ------- |
| 2004 | «Step Up»      | US Hot Mainstream Rock Tracks | 7       |
| 2004 | «Step Up»      | UK Singles Chart              | 79      |
| 2004 | «Love and War» | US Hot Mainstream Rock Tracks | 21      |
| 2004 | «Killin' Me»   | US Hot Mainstream Rock Tracks | 28      |

## Учасники
Drowning Pool
- Стіві Бентон — баси
- Джейсон «Ґонґ» Джонс — вокал
- Майк Льюс — ударні
- Сі-Джей Пірс — гітара

Виробництво
- Продюсування та запис — Johnny K
- Мікшування — Ренді Стауб
- Додаткова звукорежисура — Тедпол та Джеймс Мюррей
- Асистент звукорежисера на Groovemaster Recording — Джеймс Вайнанс
- Асистенти звукорежисера на Ocean Studios — Джейсон Капп та Алекс Павлайдс
- Асистент звукорежисера на Armoury Studios — Міша Раяратнам
- Гітарний технік — Тоні Мак-Квейд
- Записано на Groovemaster Recording, Чикаго, штат Іллінойс, та Ocean Studios, Бербанк, штат Каліфорнія
- Мікшування — на Armoury Studios, Ванкувер, Британська Колумбія, Канада
- Мастеринг — Том Бейкер на Precision Mastering, Голлівуд, штат Каліфорнія
- Демо-запис, підготовка до випуску — Бен Шіґель на Last Beat Studios, Даллас, штат Техас
- A&R — Діана Мелцер Diana Meltzer
- A&R / керівник відділу Wind-up Production — Ґреґґ Воттенберг
- A&R Адміністрація — Chipper
- Фотознімки гурту — Клей Патрік Мак-Брайд
- Зірка обкладинки — Джессі Джейн
- Фотознімки Джессі Джейн у виконанні JOONE, авторське право належить JOONE.Tv
- Артдиректор — Ед Шерман
- Менеджмент — Пол Бассмен для Bassmanagement
- Правник — Ніколас К. Феррара для Serling, Rooks & Ferrara, LLP
- Агент по замовленнях — Скотт Сокол на Pinnacle Entertainment